# Dziura w Wantach
Dziura w Wantach (Dziura nad Strzelistą) – jaskinia w Dolinie Małej Łąki w Tatrach Zachodnich. Wejście do niej znajduje się w grzędzie skalno-trawiastej, położonej między Wielką Turnią i Pośrednią Małołącką Turnią, poniżej Szczeliny nad Dziurą w Wantach II, na wysokości 1762 metrów n.p.m. Długość jaskini wynosi 85 metrów, a jej deniwelacja 20 metrów.

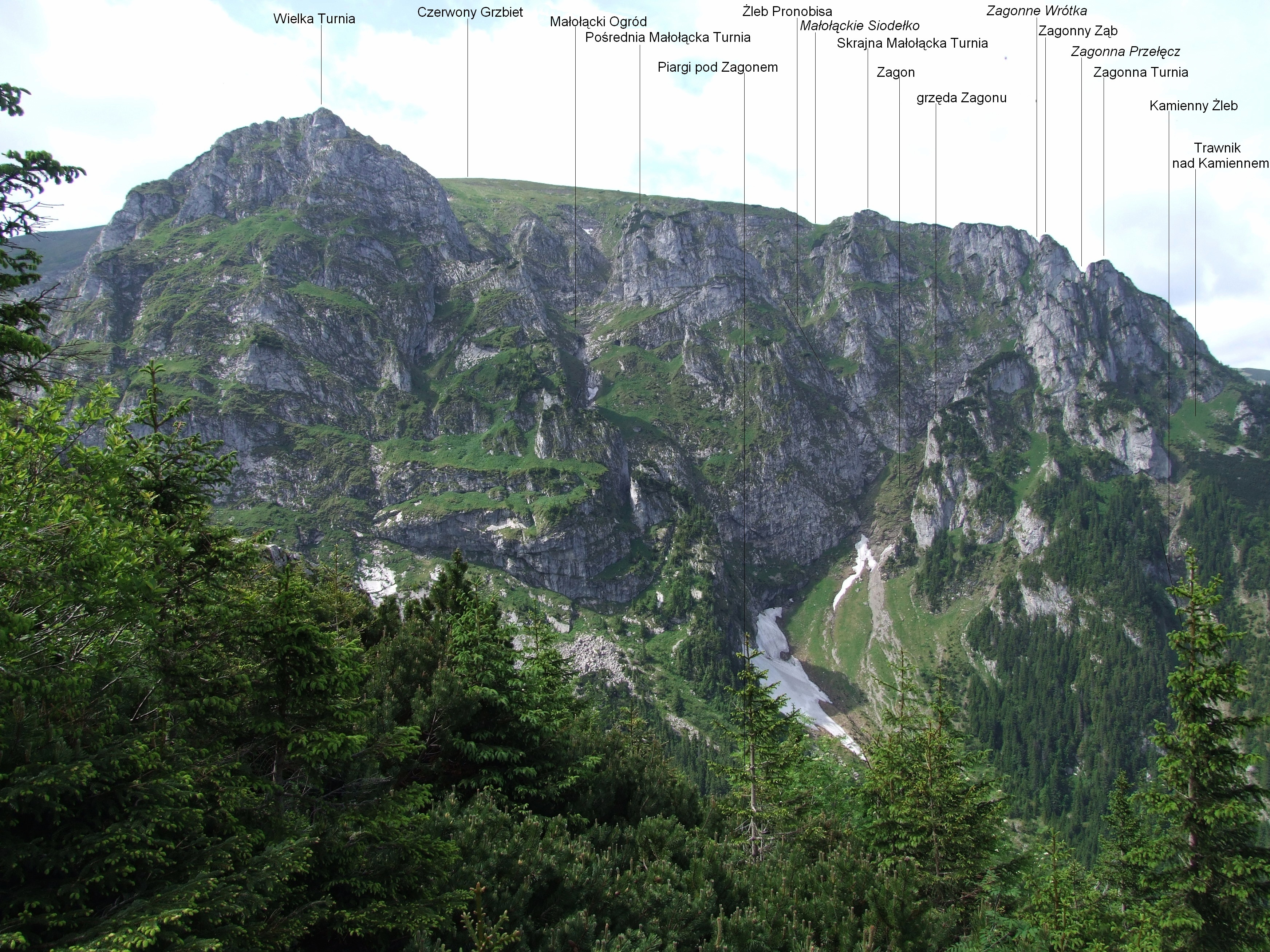
Wielka Turnia i Pośrednia Małołącka Turnia

## Opis jaskini
Jaskinia składa się z dużej komory wstępnej, z której odchodzą trzy ciągi. Aby dostać się do niej trzeba od otworu wejściowego zejść do niej stromo w dół 8-metrowym obszernym korytarzem. Ciągi odchodzące z komory wstępnej to:
- zwężający się korytarzyk, zakończony szczeliną, zaczynający się na lewo od korytarza prowadzącego do otworu wejściowego.
- na wprost, za leżącymi wantami, korytarzyk prowadzący do skomplikowanego systemu niewielkich kominków z bocznymi odgałęzieniami (długość tego ciągu to 22 metry).
- na prawo, przez dwa progi, korytarz prowadzący do wysokiej salki (za pierwszym progiem odchodzą dwa ślepo zakończone ciągi). Stąd:
  - na wschód odchodzi ciasny korytarzyk kończący się zawaliskiem.
  - na zachód znajduje się przejście prowadzące do następnej salki. Można z niej pójść wrócić się innym korytarzem do pierwszego progu lub iść w dół do szczeliny kończącej ciąg[3].

## Przyroda
W jaskini można spotkać cienkie polewy naciekowe.
W okolicach otworu wejściowego w niewielkiej ilości występują paprocie, mchy, glony i porosty.
W jaskini mieszkają nietoperze.

## Opis jaskini
Jaskinię odkryli 8 lipca 1959 roku grotołazi z Zakopanego: W. Habil, M. Kruczek i S. Wójcik. Byli tylko w komorze wstępnej.
W lipcu 1964 roku grotołazi z STJ Wrocław prawdopodobnie zwiedzili ciągi odchodzące od komory wstępnej.